# Twyman–Stokes Teammate of the Year Award
De Twyman–Stokes Teammate of the Year Award is een jaarlijkse prijs die wordt uitgereikt in de National Basketball Association aan de speler die de ideale ploegspeler voorstelt.

## Geschiedenis
De prijs is genoemd naar Jack Twyman en Maurice Stokes die samen speelden van 1955 tot 1958 bij de Rochester/Cincinnati Royals. Stokes geraakte zwaar gewond na een val in een wedstrijd tegen de Minneapolis Lakers. Stokes geraakte nadien gedeeltelijk verlamd door encefalopathie. Twyman nam de financiële zorg over van zijn verlamde ploeggenoot tot aan zijn overlijden in 1970.

## Opzet
Elk jaar worden uit ieder van de twee regio's zes spelers gekozen door een panel van NBA-officials. Hierna krijgen alle spelers een kans om hun stem uit te brengen voor hun top vijf. Een nummer één plaats levert meer punten op dan een nummer vijf plaats. De winnaar krijgt de Twyman–Stokes Trophy en 25.000 dollar die hij mag schenken aan een goed doel naar keuze.

## Erelijst
| Seizoen | Speler           | Positie        | Nationaliteit    | Ploeg                  |
| ------- | ---------------- | -------------- | ---------------- | ---------------------- |
| 2012/13 | Chauncey Billups | Guard          | Verenigde Staten | Los Angeles Clippers   |
| 2013/14 | Shane Battier    | Forward        | Verenigde Staten | Miami Heat             |
| 2014/15 | Tim Duncan       | Forward/center | Verenigde Staten | San Antonio Spurs      |
| 2015/16 | Vince Carter     | Guard/forward  | Verenigde Staten | Memphis Grizzlies      |
| 2016/17 | Dirk Nowitzki    | Forward        | Duitsland        | Dallas Mavericks       |
| 2017/18 | Jamal Crawford   | Guard/forward  | Verenigde Staten | Minnesota Timberwolves |
| 2018/19 | Mike Conley Jr.  | Guard          | Verenigde Staten | Memphis Grizzlies      |
| 2019/20 | Jrue Holiday     | Guard          | Verenigde Staten | New Orleans Pelicans   |
| 2020/21 | Damian Lillard   | Guard          | Verenigde Staten | Portland Trail Blazers |
| 2021/22 | Jrue Holiday     | Guard          | Verenigde Staten | Milwaukee Bucks        |
| 2022/23 | Jrue Holiday     | Guard          | Verenigde Staten | Milwaukee Bucks        |
| 2023/24 | Mike Conley Jr.  | Guard          | Verenigde Staten | Minnesota Timberwolves |
| 2024/25 | Stephen Curry    | Guard          | Verenigde Staten | Golden State Warriors  |

## Meervoudige winnaars
| Aantal | Speler          | Club                                              | Jaar             |
| ------ | --------------- | ------------------------------------------------- | ---------------- |
| 3      | Jrue Holiday    | New Orleans Pelicans (1), Milwaukee Bucks (2)     | 2020, 2022, 2023 |
| 2      | Mike Conley Jr. | Memphis Grizzlies (1), Minnesota Timberwolves (1) | 2019, 2024       |

## Winnaars per club
| Aantal | Club                   | Jaar       |
| ------ | ---------------------- | ---------- |
| 2      | Memphis Grizzlies      | 2016, 2019 |
| 2      | Milwaukee Bucks        | 2022, 2023 |
| 2      | Minnesota Timberwolves | 2018, 2024 |
| 1      | Los Angeles Clippers   | 2013       |
| 1      | Miami Heat             | 2014       |
| 1      | San Antonio Spurs      | 2015       |
| 1      | Dallas Mavericks       | 2017       |
| 1      | New Orleans Pelicans   | 2020       |
| 1      | Portland Trail Blazers | 2021       |
| 1      | Golden State Warriors  | 2025       |